# Tom Rapp
Tom Rapp, właśc. Thomas Dale Rapp (ur. 8 marca 1947 w Bottineau, zm. 11 lutego 2018 w Melbourne) – amerykański wokalista i gitarzysta folkowy, autor tekstów i kompozytor. Jest najbardziej znany jako lider grupy Pearls Before Swine zaliczanej do avant-folku (awangardowego folku) lub psychodelicznego folku. Po ukończeniu studiów został prawnikiem związanym z obroną praw człowieka.

## Życiorys

### Początkowe lata
Tom Rapp urodził się w Bottineau w Dakocie Północnej. Jego rodzice byli nauczycielami. Po przeprowadzce do Minnesoty zaczął się w wieku 6 lat uczyć gry na gitarze. Później opanował także grę na ukulele. Prawdopodobnie po raz pierwszy spotkał się z Bobem Dylanem (jeszcze jako Bobbym Zimmermanem) ok. 1955 r. podczas konkursu na wykonanie piosenek Elvisa Presleya. Tom zajął w nim miejsce drugie, a Bobby piąte.
Później rodzina przeprowadziła się do Pensylwanii, a w 1963 r. do Eau Gallie na Florydzie. Pod wpływem albumu Dylana The Freewheelin' Bob Dylan i późniejszych płyt Joan Baez i The Byrds został piosenkarzem folkowym i zaczął występować z kolegami ze szkoły: Wayne’em Harleyem (bandżo), Rogerem Crissingerem (organy, tamburyn) i Lane’em Ledererem (gitara basowa). Był to pierwszy skład jego grupy Pearls Before Swine (1965). Jego piosenka "Be a Man, Join the Klan" była wykonywana przez wielu artystów z florydzkiego kręgu folkowego, który był wówczas zdominowany przez Freda Neila.

### Okres firmy ESP Records
Tom Rapp posłał nagrania demo grupy do firmy ESP Records. W maju 1967 r. nagrali w ciągu czterech dni i nocy swój album One Nation Underground w Nowym Jorku w małym studiu Impact. Mimo że firma znajdowała się w Nowym Jorku, artyści w niej nagrywający mieli w warstwie kulturalnej więcej wspólnego z rodzącą się psychodeliką Zachodniego Wybrzeża niż z Greenwich Village (eksperymentowali, nosili długie włosy, związani byli z kontrkulturą i dążyli do konfrontacji politycznej). Jeśli chodzi o samą muzykę, to byli bardziej związani z Greenwich Village. One Nation Underground był albumem łączącym 3 style: psychodeliczny folk, swoisty punk i minimalizm. Były na nim utwory, które zawierały w sobie wszystkie te style ("I Shall Not Care"). Album ten sprzedał się w ilości pomiędzy 100 000 a 250 000 egzemplarzy i był największym komercyjnym sukcesem firmy ESP.
Rok później grupa nagrała drugi album Balaklava już wyraźnie polityczny, z przesłaniem przeciw wojnie wietnamskiej. Od strony muzycznej rozwijał on pomysły naszkicowane na poprzednim albumie, ale grupę cechowała już pewność siebie i lepsze opanowanie rzemiosła. W nagraniu albumu wzięli także udział Joe Farrel i Lee Crabtree, którzy uzupełnili płytę grą na różnych instrumentach. Muzyka stała się jeszcze bardziej złożona, a cechowało ją także intrygujące brzmienie: szepty, flety, efekty (np. echo), akustyczne gitary itd. W tym czasie także Roger Crissinger został zastąpiony przez Jima Bohannona. Odtąd skład grupy zmieniał się  nieustannie.
W sierpniu 1968 r. Rapp poślubił Dunkę Elisabeth Joosten, która stała się najstarszym członkiem grupy.

### Okres firmy Reprise
Trzeci album These Things Too (1969) został nagrany dla firmy Reprise, która dysponowała większymi pieniędzmi, ale eksperymentujący Rapp lubił skromne warunki i znów, chociaż tylko częściowo, wykorzystał studio Impact. Ten album został nagrany z dwoma nowymi muzykami: Elisabeth Rapp (de domo Joosten) i multiinstrumentalistą Jimem Fairsem, który grał przedtem w grupie The Cryan Shames. Do tego doszli jak zwykle studyjni muzycy. Album sygnalizuje odejście Rappa od poprzedniego, zakręconego stylu; jest zdecydowanie bardziej subtelny i intelektualny. Natomiast jako autor tekstów popadł w niespójność, a część tekstów jest właściwie niezrozumiała, być może przez nadużywanie średniowiecznych fraz.
Grupa ta miała charakter właściwie całkowicie studyjny, prawdopodobnie na skutek skomplikowanych aranżacji, wykorzystywania czasem dziwnych i rzadko spotykanych instrumentów. Również łagodny i dość słaby głos Rappa niezbyt dobrze wypadał na koncertach. Wiadomo że w 1968 r. występowali w Nowym Jorku wspólnie z Country Joe & The Fish, Electric Flag i Chuckiem Berrym, ale ponownie pojawili się na scenie dopiero w 1971 r.
W 1969 r. Tom i Elizabeth przeprowadzili się do Holandii, gdyż zapragnęli dokonać nagrań w Anglii, których producentem miał być znany (dzięki The Animals) Mickie Most. Przebywali tam ok. roku i w tym czasie Tom napisał kilka utworów, które znalazły się później na następnym albumie grupy. Po powrocie do Stanów mieszkali w kolonii artystów w Woodstock w stanie Nowy Jork (w tym samym czasie byli tam także Fred Neil i Tim Hardin).
W 1970 r. ukazał się kolejny album zespołu The Use of Ashes. Został on nagrany w ciągu trzech dni w studiu w Nashville przy pomocy głównych muzyków skupionych w kręgu zwanym Area Code 615. Chociaż album był sygnowany przez Pearls Before Swine, to Rapp był już ostatnim członkiem pozostałym z oryginalnego składu. Płyta ta zawierała najbardziej znany jego utwór "Rocket Man"
W 1971 r. ukazał się album City of Gold, tym razem pod nazwiskiem Toma Rappa. Był on także jego producentem. Jest to niewątpliwie najbardziej konwencjonalna płyta wydana przez tego artystę, prezentująca utwory pod wyraźnym wpływem muzyki country i folku. Płyta ma wręcz minimalistycznie zaaranżowaną muzykę, dzięki albumowi Boba Dylana John Wesley Harding, który mocno wpłynął na artystę. Na albumie znów grali muzycy z Area Code 615.
Również w tym samym roku ukazuje się album ...beautiful lies you could live in podpisany tym razem jako Tom Rapp/Pearls Before Swine, który został częściowo nagrany w Woodstock, co usprawiedliwia wpływy grupy The Band. Płytą tą artysta powraca do stylu zaprezentowanego na These Things Too i The Use of Ashes.
W 1972 r. Rapp wydaje ostatni album dla firmy Reprise i zatytułowany Familiar Songs. Składa się on z utworów, z których część była już znana z poprzednich albumów, ale zostały tu one zaprezentowane w wersjach niedokończonych. Jest to niewątpliwie najmniej wartościowa płyta Rappa.

### Ostatnie lata kariery
Po rozstaniu się z Reprise artysta wydał w 1973 r. dwa albumy dla firmy Blue Thumb. Pierwszy – Stardancer – jest przez samego Rappa uważany za najlepszy. Miał też całkowitą kontrolę nad tym, co i jak chce nagrać. Trzy utwory związane były z kosmosem, co dało mu reputację autora kosmicznych piosenek. Rapp od dzieciństwa był wielkim miłośnikiem literatury science fiction, a jego zainteresowania podsycało także to, że na Florydzie mieszkał tuż obok Cape Canaveral, gdzie obserwował starty rakiet.
Pod koniec tego roku wychodzi drugi album Sunforest. Muzyka została poddana procesowi zwanemu Apex, który miał czynić cuda z dźwiękiem, ale niestety tylko go zepsuł. I ta płyta stała się już ostatnią.
W 1976 r. Rapp porzucił muzykę i po ukończeniu studiów prawniczych na Harvardzie został prawnikiem. W 1976 małżeństwo Toma i Elizabeth rozpadło się. W 1995 r. Tom poślubił swoją wieloletnią partnerkę Lynn Madison.
Nieoczekiwanie w 1997 r. w wieku 50 lat i po 21-letniej przerwie Rapp powrócił na scenę występując na festiwalu muzyki alternatywnej Terrastock w Providence, Rhode Island (organizowanym przez niezależny magazyn Ptolemaic Terrascope wydawany przez undergroundowego gitarzystę, kompozytora i wokalistę znanego jako Bevis Frond, ale pod nazwiskiem Nick Saloman). Rapp wystąpił tam ze swoim synem Davidem. Później pojawił się także w Bostonie i Nowym Jorku a w 1999 r. wystąpił na trzecim festiwalu Terrastock, który odbył się w Londynie.
W 1999 r. ukazał się nowy album artysty Journals from the Plague Year, który zebrał dobre recenzje. Ukazał się on w firmie Salomana Woronzow.

## Dyskografia

### Albumy
Pearls Before Swine
- One Nation Underground 1967****
- Balaklava 1968****
- These Things Too 1969****
- Use of Ashes 1970****

Tom Rapp/Pearls Before Swine
- City of Gold 1971***
- ...Beautiful Lies You Could Live In 1971***

Tom Rapp
- Familiar Songs 1972*
- Stardancer 1973****
- Sunforest 1973***
- A Journal of the Plague Year 1999***

Kompilacje
- Jewels Were the Stars (2003) (4 albumy Pearls Before Swine)
- The Wizard of Is (2004) (2CD) (demo, utwory niewydane itd.)

### Single
- Morning Song/Drop Out! (1967, ESP-Disk)
- I Saw the World/Images of April (1968, ESP-Disk)
- These Things Too/If You Don’t Want To (1969, Reprise)
- Suzanne/There Was a Man (1969, Reprise)
- The Jeweller/Rocket Man (1970, Reprise)
- Marshall/Why Should I Care? (1972, Blue Thumb)